# Dřevěná zvonice (Hostivař)
Hostivařská zvonice je dřevěná stavba hranolového tvaru asi ze 16. století. Nachází se na křižovatce ulic Selská, Mezi Potoky a Chalupnická, v Hostivaři v městské části Praha 15. Objekt není veřejně přístupný.

## Historie

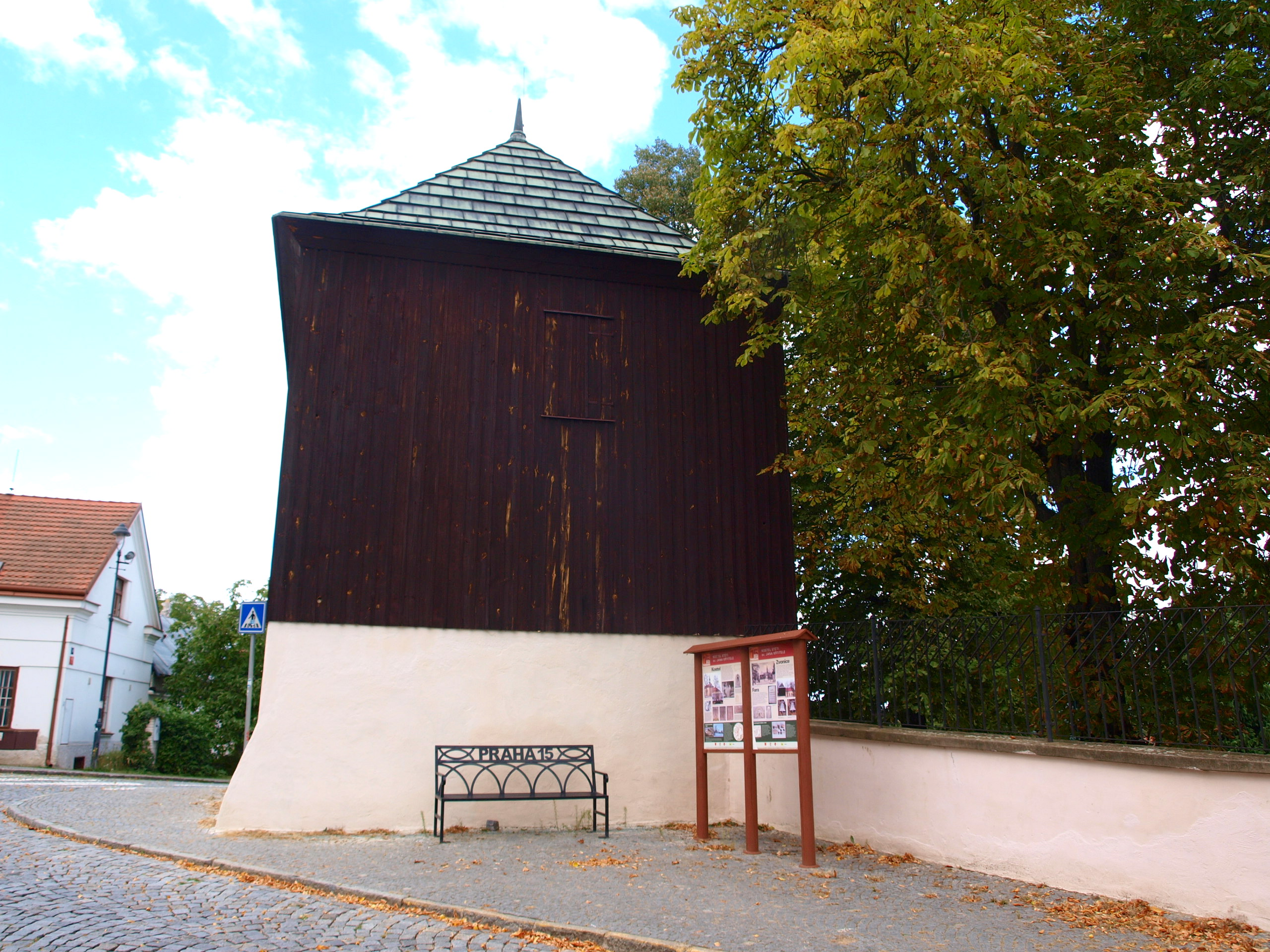
Zvonice

Hostivařská dřevěná hranolová zvonice na podezdívce stojí u vnější jižní zdi bývalého hřbitova při kostele Stětí svatého Jana Křtitele. Je zřejmě jednou z nejstarších svého druhu v Čechách.
Původně zde byly dva zvony z let 1823 a 1853, které však byly za první světové války zrekvírovány. Nové zvony přibyly až v roce 1957: svatý Václav s nápisem „Svatý Václave, nedej zahynouti nám“ a Panna Marie s nápisem „Mír lidem, bohu slávu“.